# County town

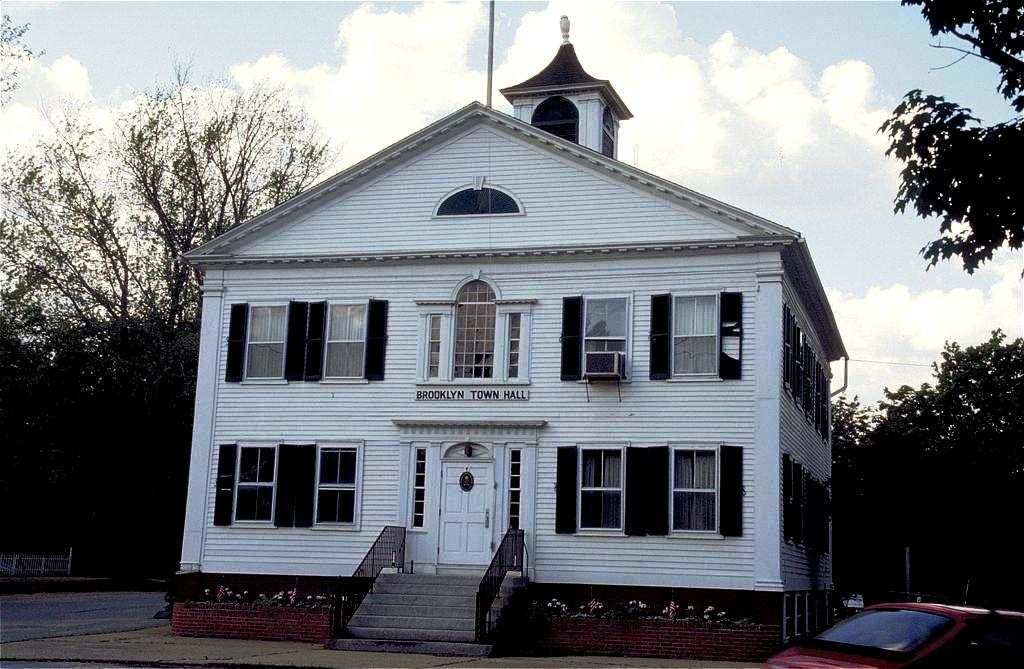
Ayuntamiento de Brooklyn

Una ciudad condado (en inglés: county town) es la «capital» de un condado del Reino Unido o de Irlanda. Las ciudades condado son normalmente la ubicación de las funciones administrativas o judiciales, o la ciudad principal de un condado el tiempo establecido. Finalmente, el concepto de una ciudad condado fue separado de su significado original de administrador del condado en el que se basa. De hecho, muchas ciudades condado son ciudades (city), pero son conocidas como ciudades (town) condado independientemente de si el estatus de ciudad se cumple o no. Nota: en inglés, los conceptos de town y city, aunque su significado es el mismo (ciudad), se diferencian por su tamaño, siendo town la de menor tamaño
Tenga en cuenta que en el este de Canadá y en los Estados Unidos, el término sede de condado (county seat) es normalmente usado para el mismo fin. Sin embargo, en el estado de Luisiana, se usa el término parish seat.

## Lista de ciudades condado

### Condados históricos deInglaterra
| Condados históricos antes de 1889 | Condados históricos antes de 1889                                                 | Condados después de la reforma | Condados después de la reforma | Condados después de la reforma | Condados después de la reforma | Condados después de la reforma | Condados después de la reforma |
| Condado                           | Ciudad condado                                                                    | 1889-1965 | 1965-1974 | 1974-1986 | 1986-1996/98 | 1996/98-hoy | Condado                        |
| --------------------------------- | --------------------------------------------------------------------------------- | --- | --- | --- | --- | --- | ------------------------------ |
| -                                 | -                                                                                 | - | - | Bristol | Bristol | - | Avon                           |
| -                                 | -                                                                                 | - | - | - | Bristol | Bristol | Bristol                        |
| Bedfordshire                      | Bedford                                                                           | Bedford | Bedford | Bedford | Bedford | Bedford | Bedfordshire                   |
| Berkshire                         | Abingdon                                                                          | Reading (municipio condado hasta 1974) | Reading (municipio condado hasta 1974) | Reading (municipio condado hasta 1974) | Reading (municipio condado hasta 1974) | - | Reading Berkshire              |
| Buckinghamshire                   | Buckingham                                                                        | Aylesbury | Aylesbury | Aylesbury | Aylesbury | Aylesbury | Buckinghamshire                |
| Cambridgeshire                    | Cambridge                                                                         | Cambridge | - | Cambridge | Cambridge | Cambridge | Cambridgeshire                 |
| -                                 | -                                                                                 | March | - | - | - | - | Isla de Ely                    |
| -                                 | -                                                                                 | - | Cambridge | - | - | - | Cambridgeshire e Isla de Ely   |
| Cheshire                          | Chester                                                                           | Chester | Chester | Chester | Chester | Chester | Cheshire                       |
| -                                 | -                                                                                 | - | - | Middlesbrough | Middlesbrough | - | Cleveland                      |
| Cornwall                          | Truro                                                                             | Truro | Truro | Truro | Truro | Truro | Cornwall                       |
| Cumberland                        | Carlisle                                                                          | Carlisle (municipio condado desde 1914) | Carlisle (municipio condado desde 1914) | - | - | - | Cumberland                     |
| -                                 | -                                                                                 | - | - | Carlisle | Carlisle | Carlisle | Cumbria                        |
| Derbyshire                        | Derby                                                                             | Matlock (trasladado desde Derby, 1958) | Matlock (trasladado desde Derby, 1958) | Matlock (trasladado desde Derby, 1958) | Matlock (trasladado desde Derby, 1958) | Matlock (trasladado desde Derby, 1958) | Derbyshire                     |
| Devon                             | Exeter                                                                            | Exeter (municipio de condado hasta 1974). En 1963 la Zona de Edificios del Condado de Evon se desplazó desde el municipio de Exeter al condado administrativo de Devon, de las que se formó un enclave hasta 1974.                                                      | Exeter (municipio de condado hasta 1974). En 1963 la Zona de Edificios del Condado de Evon se desplazó desde el municipio de Exeter al condado administrativo de Devon, de las que se formó un enclave hasta 1974. | Exeter (municipio de condado hasta 1974). En 1963 la Zona de Edificios del Condado de Evon se desplazó desde el municipio de Exeter al condado administrativo de Devon, de las que se formó un enclave hasta 1974. | Exeter (municipio de condado hasta 1974). En 1963 la Zona de Edificios del Condado de Evon se desplazó desde el municipio de Exeter al condado administrativo de Devon, de las que se formó un enclave hasta 1974. | Exeter (municipio de condado hasta 1974). En 1963 la Zona de Edificios del Condado de Evon se desplazó desde el municipio de Exeter al condado administrativo de Devon, de las que se formó un enclave hasta 1974. |                                |
| Dorset                            | Dorchester                                                                        | Dorchester | Dorchester | Dorchester | Dorchester | Dorchester | Dorset                         |
| Durham                            | Durham                                                                            | Durham | Durham | Durham | Durham | Durham | Durham                         |
| Essex                             | Chelmsford                                                                        | Chelmsford | Chelmsford | Chelmsford | Chelmsford | Chelmsford | Essex                          |
| Gloucestershire                   | Gloucester                                                                        | Gloucester (municipio de condado hasta 1974) | Gloucester (municipio de condado hasta 1974) | Gloucester (municipio de condado hasta 1974) | Gloucester (municipio de condado hasta 1974) | Gloucester (municipio de condado hasta 1974) | Gloucestershire                |
| -                                 | -                                                                                 | County Hall, Lambeth (Condado de Gran Londres) City Hall, Southwark (Autoridad de Gran Londres)De 1965 a 1986 De 2002 en adelante | | | Gran Londres | |                                |
| -                                 | -                                                                                 | - | - | Mánchester (de 1974 a 1986) | - | - | Gran Mánchester                |
| Hampshire                         | Winchester, aunque el condado fue nombrado en honor a Southampton                 | Winchester | Winchester | Winchester | Winchester | Winchester | Hampshire                      |
| Herefordshire                     | Hereford                                                                          | Hereford | Hereford | Hereford | Hereford | Hereford | Herefordshire                  |
| -                                 | -                                                                                 | - | - | Worcester | Worcester | - | Hereford y Worcester           |
| Hertfordshire                     | Hertford                                                                          | Hertford | Hertford | Hertford | Hertford | Hertford | Hertfordshire                  |
| -                                 | -                                                                                 | - | - | Beverley | Beverley | - | Humberside                     |
| Huntingdonshire                   | Huntingdon                                                                        | Huntingdon | - | - | - | - | Huntingdonshire                |
| -                                 | -                                                                                 | Peterborough | - | - | - | - | Soke of Peterborough           |
| -                                 | -                                                                                 | - | Huntingdon | - | - | - | Huntingdon y Peterborough      |
| -                                 | -                                                                                 | Newport | Newport | Newport | Newport | Newport | Isla de Wight                  |
| Kent                              | Maidstone                                                                         | Maidstone | Maidstone | Maidstone | Maidstone | Maidstone | Kent                           |
| -                                 | -                                                                                 | Sleaford | Sleaford | - | - | - | Kesteven                       |
| Lancashire                        | Lancaster                                                                         | Preston (trasladado desde Lancaster, ayuntamiento abierto en 1882, municipio de condado hasta 1974) | Preston (trasladado desde Lancaster, ayuntamiento abierto en 1882, municipio de condado hasta 1974) | Preston (trasladado desde Lancaster, ayuntamiento abierto en 1882, municipio de condado hasta 1974) | Preston (trasladado desde Lancaster, ayuntamiento abierto en 1882, municipio de condado hasta 1974) | Preston (trasladado desde Lancaster, ayuntamiento abierto en 1882, municipio de condado hasta 1974) | Lancashire                     |
| Leicestershire                    | Leicester                                                                         | Glenfield (trasladado desde el municipio de Leicester en 1967) | Glenfield (trasladado desde el municipio de Leicester en 1967) | Glenfield (trasladado desde el municipio de Leicester en 1967) | Glenfield (trasladado desde el municipio de Leicester en 1967) | Glenfield (trasladado desde el municipio de Leicester en 1967) | Leicestershire                 |
| Lincolnshire                      | Lincoln                                                                           | Boston | Boston | Lincoln | Lincoln | Lincoln | Lincolnshire                   |
| -                                 | -                                                                                 | Lincoln (municipio de condado) | Lincoln (municipio de condado) | - | - | - | Lindsey                        |
| -                                 | -                                                                                 | - | - | Liverpool | - | - | Merseyside                     |
| Middlesex                         | Brentford, Clerkenwell, Ciudad de Londres o Westminster para diferentes funciones | Middlesex Guildhall en Westminster, Condado de Londres (de 1889 a 1965) | - | - | - | |                                |
| -                                 | -                                                                                 | Newport (municipio) | Newport (municipio) | - | - | - | Monmouthshire                  |
| Norfolk                           | Norwich                                                                           | Norwich | Norwich | Norwich | Norwich | Norwich | Norfolk                        |
| Northamptonshire                  | Northampton                                                                       | Northampton (municipio de condado hasta 1974) | Northampton (municipio de condado hasta 1974) | Northampton (municipio de condado hasta 1974) | Northampton (municipio de condado hasta 1974) | Northampton (municipio de condado hasta 1974) | Northamptonshire               |
| Northumberland                    | Alnwick                                                                           | Newcastle-upon-Tyne 1889 - 1981: La sede de Northumberland estaba situada en un enclave de Northumberland (Moot Hall Precincts) en el municipio de Newcastle 1889 - 1974; la zona fue parte del condado de Tyne y Wear en 1974 extraterritorialmente Morpeth desde 1981 | | | | |                                |
| Nottinghamshire                   | Nottingham                                                                        | West Bridgford (trasladado desde el municipio de Nottingham en 1959) | West Bridgford (trasladado desde el municipio de Nottingham en 1959) | West Bridgford (trasladado desde el municipio de Nottingham en 1959) | West Bridgford (trasladado desde el municipio de Nottingham en 1959) | West Bridgford (trasladado desde el municipio de Nottingham en 1959) | Nottinghamshire                |
| Oxfordshire                       | Oxford                                                                            | Oxford (municipio de condado hasta 1974) | Oxford (municipio de condado hasta 1974) | Oxford (municipio de condado hasta 1974) | Oxford (municipio de condado hasta 1974) | Oxford (municipio de condado hasta 1974) | Oxfordshire                    |
| Rutland                           | Oakham                                                                            | Oakham | Oakham | - | - | Oakham | Rutland                        |
| Shropshire                        | Shrewsbury                                                                        | Shrewsbury | Shrewsbury | Shrewsbury | Shrewsbury | Shrewsbury | Shropshire                     |
| Somerset                          | Taunton                                                                           | Taunton | Taunton | Taunton | Taunton | Taunton | Somerset                       |
| Staffordshire                     | Stafford                                                                          | Stafford | Stafford | Stafford | Stafford | Stafford | Staffordshire                  |
| Suffolk                           | Ipswich                                                                           | - | - | Ipswich | Ipswich | Ipswich | Suffolk                        |
| -                                 | -                                                                                 | Ipswich (municipio) | Ipswich (municipio) | - | - | - | East Suffolk                   |
| -                                 | -                                                                                 | Bury St Edmunds | Bury St Edmunds | - | - | - | West Suffolk                   |
| Surrey                            | Guildford                                                                         | Juzgado de lo penal de Inner London, Newington, County Hall, Kingston upon Thames abierto en 1893 (Kingston ha estado en Gran Londres desde 1965) | Juzgado de lo penal de Inner London, Newington, County Hall, Kingston upon Thames abierto en 1893 (Kingston ha estado en Gran Londres desde 1965)                                                                  | Juzgado de lo penal de Inner London, Newington, County Hall, Kingston upon Thames abierto en 1893 (Kingston ha estado en Gran Londres desde 1965)                                                                  | Juzgado de lo penal de Inner London, Newington, County Hall, Kingston upon Thames abierto en 1893 (Kingston ha estado en Gran Londres desde 1965)                                                                  | Juzgado de lo penal de Inner London, Newington, County Hall, Kingston upon Thames abierto en 1893 (Kingston ha estado en Gran Londres desde 1965)                                                                  | Surrey                         |
| Sussex                            | Chichester o Lewes                                                                | - | - | - | - | |                                |
| -                                 | -                                                                                 | Lewes | Lewes | Lewes | Lewes | Lewes | East Sussex                    |
| -                                 | -                                                                                 | Chichester | Chichester | Chichester | Chichester | Chichester | West Sussex                    |
| Warwickshire                      | Warwick                                                                           | Warwick | Warwick | Warwick | Warwick | Warwick | Warwickshire                   |
| -                                 | -                                                                                 | - | - | Birmingham (de 1974 a 1986) | - | - | West Midlands                  |
| Westmorland                       | Appleby                                                                           | Kendal | Kendal | - | - | - | Westmorland                    |
| Wiltshire                         | Wilton                                                                            | Trowbridge | Trowbridge | Trowbridge | Trowbridge | Trowbridge | Wiltshire                      |
| Worcestershire                    | Worcester                                                                         | Worcester (municipio de condado hasta 1974) | Worcester (municipio de condado hasta 1974) | - | - | Worcester | Worcestershire                 |
| Yorkshire                         | York                                                                              | - | - | - | - | |                                |
| -                                 | -                                                                                 | Beverley (más tarde, sede de Humberside) | Beverley (más tarde, sede de Humberside) | - | - | Beverley | East Riding of Yorkshire       |
| -                                 | -                                                                                 | Northallerton | Northallerton | - | - | - | North Riding of Yorkshire      |
| -                                 | -                                                                                 | Wakefield (municipio de condado desde 1915) | Wakefield (municipio de condado desde 1915) | - | - | - | West Riding of Yorkshire       |
| -                                 | -                                                                                 | - | - | Northallerton | Northallerton | Northallerton | Yorkshire del Norte            |
| -                                 | -                                                                                 | - | - | Barnsley | - | - | Yorkshire del Sur              |
| -                                 | -                                                                                 | - | - | Wakefield | - | - | West Yorkshire                 |
| -                                 | -                                                                                 | Spring Gardens, Westminster hasta 1922, County Hall en Lambeth a partir de entonces (de 1889 a 1965). | | | Condado de Londres | |                                |

### Condados deEscocia
| Condado            | Ciudad condado                                            |
| ------------------ | --------------------------------------------------------- |
| Aberdeenshire      | Aberdeen                                                  |
| Angus              | Forfar                                                    |
| Argyll             | Lochgilphead (antiguamente, Inveraray)                    |
| Ayrshire           | Ayr                                                       |
| Banffshire         | Banff                                                     |
| Berwickshire       | Duns (antiguamente, Berwick-upon-Tweed o Greenlaw)        |
| Bute               | Rothesay                                                  |
| Caithness          | Wick                                                      |
| Clackmannanshire   | Alloa (antiguamente, Clackmannan)                         |
| Cromartyshire      | Cromarty                                                  |
| Dumfriesshire      | Dumfries                                                  |
| Dunbartonshire     | Dumbarton                                                 |
| East Lothian       | Haddington                                                |
| Fife               | Cupar                                                     |
| Inverness-shire    | Inverness                                                 |
| Kincardineshire    | Stonehaven (antiguamente, Kincardine)                     |
| Kinross-shire      | Kinross                                                   |
| Kirkcudbrightshire | Kirkcudbright                                             |
| Lanarkshire        | Lanark                                                    |
| Midlothian         | Edimburgo                                                 |
| Morayshire         | Elgin                                                     |
| Nairnshire         | Nairn                                                     |
| Órcadas            | Kirkwall                                                  |
| Peeblesshire       | Peebles                                                   |
| Perthshire         | Perth                                                     |
| Renfrewshire       | Renfrew                                                   |
| Ross-shire         | Dingwall (también la ciudad condado de Ross and Cromarty) |
| Roxburghshire      | Jedburgh (antiguamente, Roxburgo)                         |
| Selkirkshire       | Selkirk                                                   |
| Shetland           | Lerwick                                                   |
| Stirlingshire      | Stirling                                                  |
| Sutherland         | Dornoch                                                   |
| West Lothian       | Linlithgow                                                |
| Wigtownshire       | Wigtown                                                   |

### Condados históricos deGales
| Condado         | Ciudad condado                         |
| --------------- | -------------------------------------- |
| Anglesey        | Llangefni (antiguamente, Beaumaris)    |
| Brecknockshire  | Brecon                                 |
| Caernarvonshire | Caernarfon                             |
| Cardiganshire   | Cardigan                               |
| Carmarthenshire | Carmarthen                             |
| Denbighshire    | Ruthin (antiguamente, Denbigh)         |
| Flintshire      | Mold (antiguamente, Flint)             |
| Glamorgan       | Cardiff                                |
| Merionethshire  | Dolgellau                              |
| Monmouthshire   | Monmouth                               |
| Montgomeryshire | Montgomery                             |
| Pembrokeshire   | Haverfordwest (antiguamente, Pembroke) |
| Radnorshire     | Presteigne (antiguamente, New Radnor)  |

### Condados históricos deIrlanda del Norte
| Condado           | Ciudad condado |
| ----------------- | -------------- |
| Condado de Antrim | Antrim         |
| Armagh            | Armagh         |
| Down              | Downpatrick    |
| Fermanagh         | Enniskillen    |
| Londonderry       | Derry          |
| Tyrone            | Omagh          |

Nota: a pesar de que Belfast es la capital de Irlanda del Norte, no es la ciudad condado de ningún condado. Greater Belfast es común a dos condados (Antrim y Down).

### Condados tradicionales deIrlanda
También se usa el término capital condado.
| Condado                | Ciudad condado |
| ---------------------- | --- |
| Carlow                 | Carlow |
| Cavan                  | Cavan |
| Clare                  | Ennis |
| Cork                   | Cork |
| Donegal                | Lifford |
| Dublín                 | Dublín |
| Dun Laoghaire-Rathdown | Dún Laoghaire |
| Fingal                 | Swords |
| Galway                 | Galway |
| Kerry                  | Tralee |
| Kildare                | Naas |
| Kilkenny               | Kilkenny |
| Laois                  | Portlaoise |
| Leitrim                | Carrick-on-Shannon |
| Limerick               | Limerick |
| Longford               | Longford |
| Louth                  | Dundalk |
| Mayo                   | Castlebar |
| Meath                  | Trim (Navan) |
| Condado de Monaghan    | Monaghan |
| North Tipperary        | Nenagh |
| Offaly                 | Tullamore |
| Roscommon              | Roscommon |
| Sligo                  | Sligo |
| South Dublín           | Tallaght |
| South Tipperary        | Clonmel |
| Tipperary              | Anteriormente, Cashel y Clonmel. Desde 1898 se divide en Clonmel (sur) and Nenagh (norte). Tipperary nunca ha sido una ciudad condado. |
| Waterford              | Dungarvan (anteriormente, Waterford).                                                                                                  |
| Westmeath              | Mullingar |
| Wexford                | Wexford |
| Wicklow                | Wicklow |

## Oficinas centrales
Hace tiempo, la ubicación de las sedes administrativas se han alejado de la tradicional capital del condado. Además, en 1965 y 1974 hubo cambios en las fronteras administrativas de Inglaterra y Gales y los condados administrativos se sustituyeron por condados metropolitanos y no metropolitanos. Las fronteras sufrieron las alteraciones más importantes entre 1995 y 1998 con la creación de autoridades unitarias o la restauración de antiguos condados y ciudades condado con fines administrativos. Antes de 1974, muchas de las oficinas centrales se ubicaron en pueblos y ciudades que tenían el estatus de municipio de condado, es decir, un municipio fuera de la jurisdicción del ayuntamiento del condado.

### Gales
| Diputación provincial | Fecha                              | Sede                       |
| --------------------- | ---------------------------------- | -------------------------- |
| Anglesey              | De 1889 a 1974 De 1996 en adelante | Llangefni                  |
| Brecknockshire        | De 1889 a 1974                     | Brecon                     |
| Caernarfonshire       | De 1889 a 1974                     | Caernarfon                 |
| Carmarthenshire       | De 1889 a 1974 De 1996 en adelante | Carmarthen                 |
| Cardiganshire         | De 1889 a 1974                     | Aberaeron                  |
| Clwyd                 | De 1974 a 1996                     | Mold                       |
| Denbighshire          | De 1889 a 1974                     | Denbigh                    |
| Dyfed                 | De 1974 a 1996                     | Carmarthen                 |
| Flintshire            | De 1889 a 1974                     | Mold                       |
| Glamorgan             | De 1889 a 1974                     | Cardiff (municipio)        |
| Gwent                 | De 1978 a 1996                     | Cwmbran                    |
| Gwynedd               | De 1974 a 1996                     | Caernarfon                 |
| Mid Glamorgan         | De 1974 a 1996                     | Cardiff (extraterritorial) |
| Merionethshire        | De 1889 a 1974                     | Dolgellau                  |
| Monmouthshire         | De 1889 a 1974                     | Newport (county borough)   |
| Montgomeryshire       | De 1889 a 1974                     | Welshpool                  |
| Pembrokeshire         | De 1889 a 1974 De 1996 en adelante | Haverfordwest              |
| Radnorshire           | De 1889 a 1974                     | Llandrindod Wells          |
| Powys                 | De 1974 en adelante                | Llandrindod Wells          |
| South Glamorgan       | De 1974 a 1996                     | Cardiff                    |
| West Glamorgan        | De 1974 a 1996                     | Swansea                    |